# Harry Weese
Harry Mohr Weese (Evanston, 30 giugno 1915 – Chicago, 29 ottobre 1998) è stato un architetto statunitense.

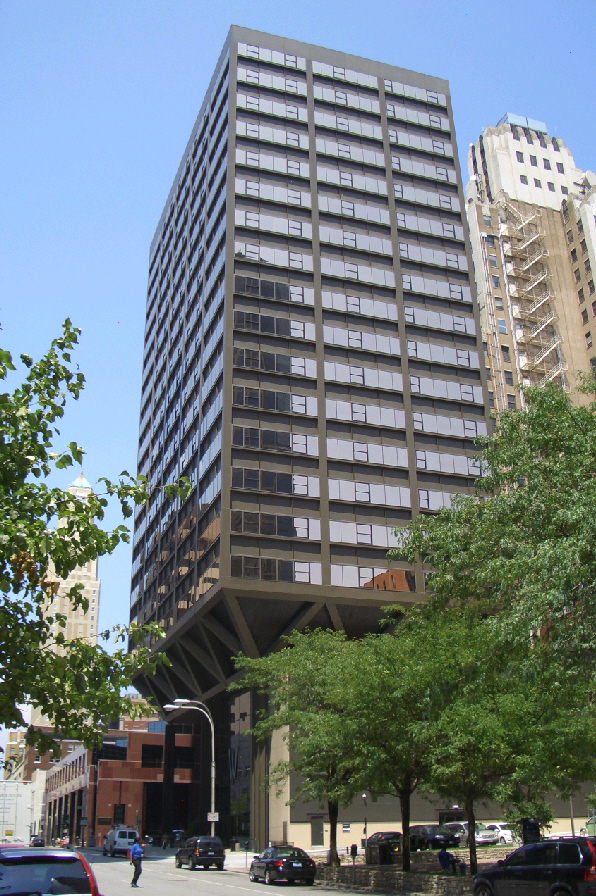
Mercantile Bank, Kansas City, Missouri

Ebbe un ruolo importante nello sviluppo del movimento modernista negli USA e nel campo del restauro architettonico.
Nato a Evanston, cittadina ai sobborghi di Chicago, Weese studiò architettura al Massachusetts Institute of Technology, dove fu allievo di Alvar Aalto. Laureatosi nel 1938, passò a specializzarsi in urbanistica con una borsa di studio alla Cranbrook Academy of Art, nel Michigan. In questo periodo fu influenzato da Charles Eames e da Eero Saarinen, che conobbe a Cranbrook. 
Nel 1939, dopo il periodo di studi a Cranbrook, Weese andò a collaborare per un importante studio di architettura di Chicago: Skidmore, Owings and Merrill. 
Durante la Seconda guerra mondiale, Weese fu arruolato come ingegnere navale su un cacciatorpediniere della marina militare. Dopo il congedo, nel 1947, decise di mettersi in proprio e aprire uno studio a Chicago. 
Weese fu un architetto essenzialmente modernista, ma spesso seppe integrare ai suoi progetti altri stili che riteneva adatti nei casi specifici. Negli USA è considerato anche un pioniere della conservazione degli edifici storici. Tramite la sua opera di divulgazione presso l'opinione pubblica, diffuse una nuova percezione dell'importanza della skyline di Chicago e della conservazione dei numerosi edifici storici che vi sorgono. Nel 1981 fece parte della giuria di otto fra architetti e scultori che selezionarono il progetto per il Vietnam Veterans Memorial di Washington. 
Fra i lavori più famosi di Weese, il progetto originale per la metropolitana di Washington e il Time-Life Building di Chicago. A Weese si devono anche numerosi importanti progetti di restauro come quello dell'edificio della Union Station di Washington. 

## Opere principali
- Ambasciata degli Stati Uniti, Accra, Ghana
- Arena Stage, Washington D.C.
- Time-Life Building, Chicago, Illinois
- First Baptist Church, Columbus, Indiana
- Seventeenth Church of Christ, Chicago, Illinois
- Marcus Center for the performing arts, Milwaukee, Wisconsin
- Humanities Building per l'Università del Wisconsin, Madison, Wisconsin
- Chazen Museum of Art per l'Università del Wisconsin, Madison, Wisconsin
- Mercantile Bank, Kansas City, Missouri
- Westin Crown Center Hotel, Kansas City, Missouri
- William J. Campbell US Courthouse, Chicago, Illinois
- Sterling Morton Library, Lisle, Illinois
- O'Brian Hall per l'Università di New York, Buffalo, New York
- Healey Library per l'università del Massachusetts, Boston, Massachusetts

## Progetti di recupero e restauro
- Louis Sullivan Auditorium, Chicago, Illinois
- Field Museum of Natural History, Chicago, Illinois
- Orchestra Hall, Chicago, Illinois
- Union Station, Washington D.C.
- Fulton House, 345 N. Canal Street, Chicago, Illinois